# Mutant Rampage: Bodyslam
Mutant Rampage: Bodyslam ist Beat ’em up, welches exklusiv für das CD-i von Philips erschien.

## Gameplay
Im Jahre 2068 sind die Hauptstädte dieser postapokalyptischen Zeit verfallen. Die Erde wird durch das außer Kontrolle geratene Computersystem Cybernet beherrscht. Menschen und Tiere verfügen über bionisch modifizierte Gliedmaßen.
Mittels den drei Spielfiguren Daemon Stone (Vorteil Stärke) stehen noch Rack Saxxon (Vorteil Agilität) und Tory Swift (Vorteil Schnelligkeit) zur Verfügung. Diese können jederzeit ausgewechselt werden. In diesem Side-Scroller muss man bis an das Ende des Levels gelangen, um einen Endgegner zu besiegen. Zwischendurch ist es möglich, seine Energie mittels Lebensmittel aufzufüllen oder Waffen wie etwa Knüppel zu verwenden.
Vom Spielablauf her lässt es sich also mit Klassikern wie Final Fight oder Streets of Rage vergleichen.

## Kritiken
Der „Klassik-Test“ auf maniac.de wertet wie folgt:

„Überdurchschnittliches Prügelspiel mit kleinen Sprites und atmosphärischer Background-Grafik.“

Der Titel wird meist als Beispiel für eines der wenigen und besseren Videospiele für das CD-i genannt und verhältnismäßig gut bewertet.